# Glenn Hughes (Theatermacher)
Glenn Hughes (* 7. Dezember 1894 in Cozad, Nebraska; † 21. März 1964 in Seattle, Washington) war ein US-amerikanischer Theaterwissenschaftler, Bühnenautor, Hochschulprofessor und Intendant. Er gründete die Theaterfakultät an der University of Washington (Seattle) und war deren erster Vorstand.

## Ausbildung und Karriere
Im Alter von sechzehn Jahren zog Glenn Hughes von Cozad, Nebraska nach Los Angeles und absolvierte dort die High School. Im Jahr 1916 machte er seinen Bachelor-Abschluss an der Stanford University. Anschließend arbeitete er von 1916 bis 1918 als Englischlehrer an der Bellingham State Normal School (der heutigen Western Washington University), bevor er sich 1918 in das Masterprogramm an der University of Washington inskribierte.
Eines seiner ersten dramatischen Werke war The Long Beach Pageant, das er 1915 für seine Heimatstadt Long Beach in Kalifornien schrieb; damals war Hughes Student in Stanford. Hughes kam 1919 an die University of Washington, schloss dort sein Studium im Jahr 1920 ab und arbeitete anschließend von 1920 bis 1928 als Dozent und Assistenzprofessor am Department of English and Dramatic Art der University of Washington.
Der junge Dichter, Dramatiker, Kritiker und Lehrer wurde 1928 mit einem Guggenheim-Stipendium ausgezeichnet ("Nine Californians Awarded"). Die Förderung verwendete er für eine Studie imagistischer Dichter. Er interviewte dafür unter anderen William Butler Yeats, Ezra Pound, Sinclair Lewis und T. S. Eliot. Das Werk erschien erstmalig 1931 unter dem Titel Imagism and the Imagists. A Study in Modern Poetry. Eine dritte Auflage folgte 1960.
1929 wurde Hughes als Dozent und Theaterregisseur an das Scripps College in Südkalifornien berufen, kehrte jedoch bereits 1930 mit einem höheren Gehalt und einer vollen Professur an die University of Washington zurück. In Seattle begann er, mit Studenten ein Laientheater zu betreiben, das zum Grundstein für ein neues Theatergebäude am Universitätsgelände wurde. Einnahmen aus dem Kartenverkauf für Hughes’ Laienproduktionen ermöglichten es der Gruppe bald, zwei neue Theater auf dem Campus zu bauen: The Showboat (1938) und The Penthouse (1940); 1950 erwarb Hughes ein weiteres, das Playhouse Theatre, für experimentelle Zwecke. Einnahmen flossen weiterhin; unter Hughes’ Leitung waren die Theater das ganze Jahr über ausgelastet, so dass die Schauspielabteilung der Universität bald einer professionellen Produktionsfirma ähnelte. Das erfolgreiche Unternehmen hielt bis in die 1950er Jahre.
Hughes initiierte auch die Vorführung ausländischer Filme in Seattle; kein Kino in der Stadt hatte zuvor ausländische Filme gezeigt.
Die Aufbauarbeit von Hughes, der fünfunddreißig Jahre am Campus einer semiprofessionellen und zugleich akademischen Theaterkultur vorstand, war eine einzigartige Leistung in der Geschichte des amerikanischen Universitätstheaters. Vor Hughes’ Bemühungen hatte es an der Universität nur wenige Theaterinitiativen gegeben.
Er war jahrzehntelang als Autor und Herausgeber aktiv. Beinahe jährlich erschienen seine Dramen im Druck gelegentlich mehrmals im Jahr. Insgesamt veröffentlichte er Dutzende von Theaterstücken und sechs Gedichtbände sowie Bücher über Literaturkritik und Theatergeschichte.
An der University of Washington rief Hughes die Reihe „Chapbooks“ ins Leben, die als unkonventionelle Broschüren zu neuen Themen anregten. Ein Chapbook ist eine Art preiswertes Büchlein, das im Europa des 16. Jahrhunderts als Graue Literatur auf der Straße verkauft wurde; die Washingtoner Reihe wurde in amerikanischen und europäischen Literaturkreisen als wertvoller Beitrag zur internationalen Literatur der 1920er bis 1930er Jahre gelobt.

## Lyrik
Er veröffentlichte fünf Gedichtbände: Souls and Others Poems (1917); Broken Lights (1920); Academe (1952); Notion Counter (1953); und Trivia: Poetic Footnotes for an Unwritten Autobiography (1956).

## Dramen
Seine Stücke wurden oft, aber nicht immer, für nicht-professionelle Aufführungen geschrieben. Hughes’ Erfahrungen als Lehrer flossen oft in sein Schreiben ein. Obwohl er sich als junger Mann für avantgardistisches Schreiben interessiert hatte, war Hughes’ Geschmack als Intendant betont populär und bevorzugte leichte Unterhaltung und Komödien.

## Theaterhistoriker
Die beiden wichtigsten historischen Bücher von Hughes sind The Story of the Theatre, ein einbändiger Überblick über die Theatergeschichte, der sich auf die Aufführung und nicht auf Texte konzentrierte. Das zweite war A History of the American Theatre, 1700-1950, das als "das erste vollständige historische Werk über das amerikanische Theater" bezeichnet wurde.

## Übersetzungen
Zusammen mit seiner Ehefrau Babette Plechner übersetzte Glenn Hughes französische Theaterstücke und Monologe (Tate). Zusammen mit Yozan T. Iwasaki übersetzte und veröffentlichte er Three Women Poets of Modern Japan.

## The Penthouse Theatre
Das Penthouse-Theater war sein Lebenswerk. Das Theater mit 160 Plätzen wurde im Stil der antiken griechischen Theater gebaut und 1940 eröffnet. Es war das erste Rundtheater, das in den Vereinigten Staaten gebaut wurde, und wurde "zu einem bedeutenden Teil des kulturellen Lebens in Seattle" (Tate). Das Penthouse Theatre entwickelte sich zu einem der führenden Veranstaltungsorte in der Kulturszene Seattles; es benötigte keine Subventionen von der Universität und konnte sich durch die Einnahmen aus der Abendkasse finanzieren. Es führte hauptsächlich Komödien auf, gelegentlich auch ein Problemstück von George Bernard Shaw oder Luigi Pirandello. Noch seltener führte das Penthouse eine Komödie von William Shakespeare auf.

## Privatleben
Glenn Hughes’ Mutter starb bald nach seiner Geburt; sein Vater und seine Stiefmutter waren Lehrer. Er hatte einen jüngeren Bruder namens John B. Hughes, der ebenfalls Schauspieler war und in den späten 1930er Jahren als Radiokommentator in San Francisco arbeitete (Case, 13. Juli 1937). Am 20. März 1924 heirateten Glenn Hughes und Babette Plechner (1905–1982). Das Ehepaar ließ sich später scheiden. Hughes heiratete 1950 seine Studentin Cleta Fay Rogers, die mehr als 30 Jahre jünger war als er. Auch ihre Ehe endete mit einer Scheidung. Hughes hatte jahrelang mit Alkoholproblemen zu kämpfen.

## Werke (chronologisch geordnet)
- Souls and Other Poems. Paul Elder and Co., 1917.
- Broken Lights; A Book of Verse. U of Washington, 1920.
- Pierrot's Mother; A Fantastic Play in One Act. Stewart Kidd, 1923.
- Bottled in Bond; A Tragic Farce in One Act. D. Appleton and Co., 1925.
- Harlequinade in Green and Orange; Sketch in One Act. Samuel French, 1925.
- Lady Fingers; A Comedy in One Act. Samuel French, 1925.
- New Plays for Mummers; A Book of Burlesques, with Block-Print Illustrations by Richard Bennett. U of Washington Book Store, 1926.
- Showing Up Mabel; A Comedy in One Act. Samuel French, 1926.
- Three Women Poets of Modern Japan: A Book of Translations by Glenn Hughes and Yozan T. Iwasaki, U of Washington Book Store, 1927.
- Happiness For Six,  A Comedy in Three Acts. Row, Peterson & Co., 1928.
- The Story of the Theatre: A Short History of Theatrical Art from its Beginnings to the Present Day. Samuel French, 1928. Reprint 1931.
- Komachi, A Romantic Drama of Old Japan in Three Acts. Longmans, Green and Co., 1929. Reprint 1931.
- None Too Good for Dodo; A Comedy of Bad Manners. D. Appleton and Co., 1929.
- Imagism and the Imagists. A Study in Modern Poetry. Stanford University Press, 1931. Reprint Bowes & Bowes, 1960, and Biblo and Tannen, 1972.
- Green Fire; A Melodrama of 1990, in Three Acts (Based on a Novel of the same Title by John Taine [Pseud.]). Samuel French, 1932.
- What Do You Think? A Three-Act Comedy. Walter H. Baker Co., 1932.
- Dollars to Doughnuts; A Farce in Three Acts. Samuel French, 1934.
- Guess Again; A Farce in Three Acts. Row, Peterson & Co. 1935.
- Happy Days; A Farce-Comedy in Three Acts. Walter H. Baker Co., 1936.
- Happy-Go-Lucky; A Farce in Three Acts. Row, Peterson & Co., 1936.
- Small-Town Girl; A Comedy in One Act. Dramatists Play Service, 1937.
- Spring Fever; A Farce in Three Acts. Row, Peterson & Co., 1937.
- Beginners Luck; A Farce in Three Acts. Row, Peterson & Co., 1938.
- Dinner For Two; A Comedy in One Act. Samuel French, 1938.
- Romance, Inc.; A Comedy for Women in One Act. Dramatists Play Service, 1938.
- Enchanted Night; A Play in One Act. Dramatists Play Service, 1939.
- Running Wild; A Farce in Three Acts. Row, Peterson & Co., 1939.
- Going Places; A Farce in Three Acts. Row, Peterson & Co., 1940.
- Midsummer Madness; A Farce in Three Acts. Walter H. Baker Co., 1940.
- Double Or Nothing; A Farce in Three Acts. Dramatists Play Service, 1941.
- Midnight; A Mystery-Comedy in Three Acts. Row, Peterson & Co., 1941.
- The Good Sport, A Comedy in One Act. Samuel French, 1941.
- Suspense; A Mystery-Comedy in Three Acts. Row, Peterson & Co., 1942.
- The Penthouse Theatre, its History and Technique. Samuel French, 1942 And 1945. Reprint U of Washington Book Store, 1950. Reprint Greenwood P, 1969.
- Ask Me Another; A Farce-Comedy in Three Acts. Row, Peterson & Co. 1943.
- Accidents Will Happen; A Farce-Comedy in Three Acts. Row, Peterson & Co., 1944.
- Believe It Or Not; A Farce in Three Acts. Baker's Plays, 1945.
- The Green Scarab; A Mystery-Comedy in Three Acts. Row, Peterson & Co., 1945.
- You're Only Young Once; A Farce Comedy in Three Acts. Baker's Plays, 1945.
- Your Money Or Your Wife; A Farce in Three Acts. Baker's Plays, 1945.
- Knock On Wood; A Mystery Comedy in Three Acts. Bakers Plays, 1949.
- Mrs. Carlyle; A Historical Play. U of Washington Book Store, 1950.
- A History of the American Theatre, 1700–1950. Samuel French, 1951.
- Bon Voyage; A Comedy. U of Washington Book Store, 1951.
- Academe; A Book Of Characters. U of Washington Book Store, 1952.
- Dray Froyen Poeṭn Fun Modernem Yapan, with Yeḥezḳel Bronshṭayn, 1952.
- The Dream and the Deed; A Stage Cavalcade of Seattle's Hundred Years. The Official Play of the Seattle Centennial. U of Washington Book Store, 1952.
- Notion Counter; A Book of Poems. F. McCaffrey, 1953.
- The Magic Apple; A Comedy with Music in Five Scenes. Samuel French, 1954.
- Trivia; Poetic Footnotes for an Unwritten Autobiography. U of Washington Book Store, 1956.
- Fish, Fowl, and Limericks; With an added Lyrical Bouquet. Decorations by the Author. U of Washington Book Store, 1962.